# Pitapita
Los Pitapita fueron un pueblo aborigen australiano asentado en el actual estado de Queensland.

## Ubicación
Las fronteras exactas de los Pitapita no son conocidas, dado que la primera referencia detallada relativa a ellos, correspondiente a Walter Roth, incluyó numerosas tribus y hordas presentadas de forma un tanto confusa. A juicio de Norman Tindale no resulta posible determinar la distribución precisa de la tribu a partir de los datos aportados por Roth, más allá de afirmar su presencia en la actual Comarca de Boulia, extendiéndose desde Fort William, en el norte, por Boulia y hasta unos 50 kilómetros al sur del distrito, lo que sugiere un ámbito territorial de unos 7.000 kilómetros cuadradaso (unas 2.700 millas cuadradas).

## Historia de los primeros contactos
La apertura del país a los asentamientos de los europeos provocó el desplazamiento de numerosas tribus de la zona desde sus territorios tradicionales y "con pobreza, enfermedades, alcohol y plomo", comunidades enteras fueron aniquiladas. Por la época de su estancia en Boulia, Roth estimaba que, como con la mayoría de las tribus de la zona, los Pitapita estaban padeciendo un colapso demográfico acelerado y afirmó que, probablemente, no quedaban más de 200 miembros en todo el distrito.

## Organización social y ritos
Los Pitapita practicaban tanto la circuncisión como la subincisión del pene como parte de sus ritos de iniciación.

## Título nativo de derechos
En 2012, un Tribunal Federal otorgó a los Pitapita un título nativo de derechos sobre 30.000 kilómetros cuadrados de tierra en la región de Boulia.

## Otras denominaciones
- Pittapitta.
- Bitta Bitta.
- Wangkapit:a.
- Wangkahicho.
- Wangkahichs.[3]

## Algunas palabras
- munga (perro domesticado)
- punamya (perro salvaje)[6]
- apari (padre)
- amma (madre)
- tita (hombre blanco).[7]